# Сингапурский ботанический сад
Сингапурский ботанический сад (англ. Singapore Botanic Gardens) — тропический сад, научное и туристическое учреждение, расположенное на окраине центрального торгового района Сингапура. Является одним из трёх садов, и единственным тропическим садом, признанным ЮНЕСКО объектом Всемирного наследия. С 2013 года занимает первое место в Азии среди парковых достопримечательностей с 2013 года по версии TripAdvisor (премия «Выбор путешественников»). В 2012 году стал первым лауреатом номинации «Garden of the Year» вновь учреждённой Международной премии садового туризма. С 2008 года имеет три звезды рейтинга Мишлен.
На нынешнем месте ботанический сад создан в 1859 году агросадоводческим обществом. Он сыграл важную роль в развитии в регионе торговли каучуком в начале XX века, когда первый научный руководитель сада Генри Николас Ридли начал исследованиями по растениеводству. Усовершенствованная техника добычи каучука, применяющаяся до сих пор, и повысившаяся экономическая ценность каучуконосов для местных плантаторов, обеспечили значительное повышение производства каучука. На пике развития этой отрасли в 1920-е годы, Малайский полуостров обеспечивал половину мирового производства латекса.
Национальный сад орхидей, расположенный внутри основного сада, является одним из лидеров в изучении и выращивании орхидных и их гибридов, обеспечивая Сингапуру статус крупного экспортера срезанных орхидей. Благодаря экваториальному климату сад владеет крупнейшей коллекцией цветов, состоящей из 1200 видов и 2000 гибридов.
После обретения независимости, ботанический сад помог Сингапуру превратиться в тропический город-сад, в качестве которого он получил широкую известность. В 1981 году гибридная орхидея Ванда мисс Джоаким была выбрана в качестве национального цветка страны. В международном общении Сингапур использует «орхидную дипломатию»: в честь глав государств, высокопоставленных лиц и знаменитостей называют лучшие гибриды орхидей, которые впоследствии пополняют коллекцию VIP Orchid Gardens.
Сингапурский ботанический сад является единственным в мире, работающим круглогодично и открытым с 5 утра до полуночи каждый день. Он занимает площадь 82 га и располагает более чем 10 000 видов флоры. Он вытянут вдоль склона с севера на юг и имеет наибольшую длину 2,5 км. Ежегодно сад посещает около 4,5 млн человек.

## История
Первый Экспериментальный ботанический сад был заложен в Сингапуре в 1822 году на Гавмент-Хилл в Форт-Каннинг Стэмфордом Раффлзом, основателем современного Сингапура и увлеченным натуралистом. Основной задачей нового учреждения стала оценка пригодности для выращивания в местных условиях различных сельскохозяйственных культур, имеющих потенциальное экономическое значение. В их число вошли фруктовые и овощные растения, пряностей и прочие промышленные культуры. Первый сад просуществовал до 1829 года и был закрыт.
После почти 30-летнего перерыва Агросадовое общество создало нынешний ботанический сад. Он открылся в 1859 году на 32 га земли в Танглине, предоставленной обществу колониальными властями. Земли были приобретены у торговца по имени Ху Ай Кей, известного под прозвищем Вампо, в обмен на участок в районе порта.
Суперинтендантом ландшафтным дизайнером сада стал Лоуренс Нивен. Его задачей было превратить заросшие плантации и участок девственного леса в общественный парк. Планировка современного сада во многом основывается на проекте Нивера. К 1874 году у Агросадоводческого общества закончились средства, и колониальное правительство взяло управление садом на себя.
Первые саженцы каучуконосов прибыли в сад из садов Кью в 1877 году. Натуралист Генри Николас Ридли, или Чокнутый Ридли, как его называли, стал директором садов в 1888 году и возглавил работы по адаптации каучуконосов. Успешно создав экспериментальные посадки, Ридли убедил плантаторов Малакки использовать его методы. Результаты оказались поразительны: Малайский полуостров превратился в ведущего производителя и экспортера натурального каучука.

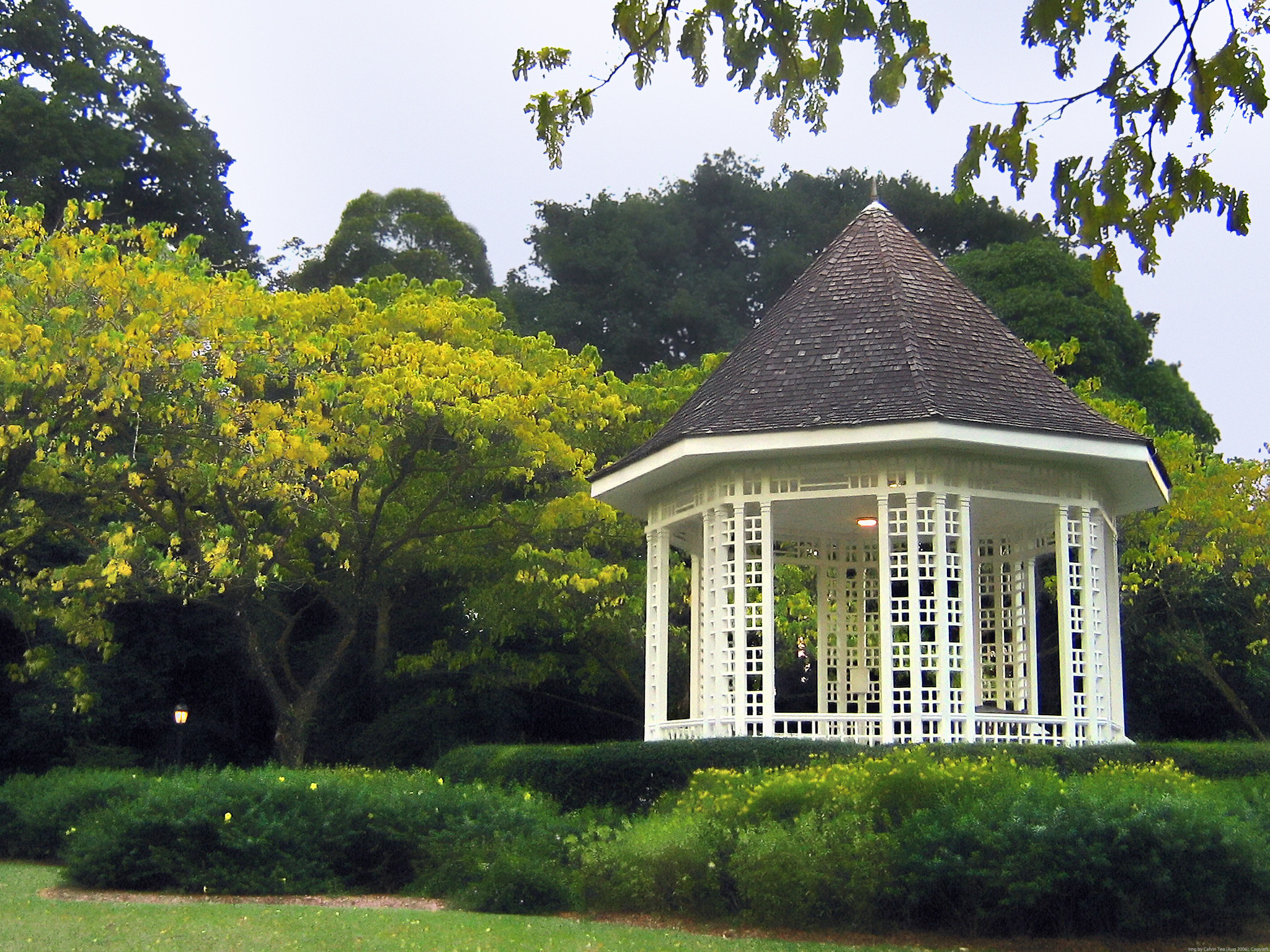
В 1930-е годы в этой беседке выступали музыканты

Следующим крупным достижением стала гибридизация орхидей, которую проводил профессор Эрик Холттум, директор сада с 1925 по 1949 годы. Его методы превратили Сингапур в один из мировых центров коммерческого разведения этих цветов, а ботанический сад получил крупнейшую в мире коллекцию тропических растений.
Во время японской оккупации Сингапура с 1942 по 1945 год Хидэдзо Танакадатэ (яп. 田中館秀三), профессор геологии из Имперского университета Тохоку, получил Сингапурские ботанические сады и Музей Раффлза под свой контроль. Он заверил, что не допустит мародерства и обеспечил функционирование учреждений как научных институтов. Холттум и ботаник Эдред Джон Генри Корнер были интернированы в ботаническом саду с поручением продолжать работы по растениеводству. Сад был переименован в Сёнанский ботанический сад (яп. 昭南植物園). К концу 1942 года прибыл отставной профессор ботаники Киотского императорского университета, который стал директором сада и оставался на этой должности до конца войны.
После войны сад был возвращен под контроль англичан. Мюррей Росс Хендерсон, до войны работавший куратором гербария, сменил Холттума на посту директора, оставаясь в должности с 1949 по 1954 год. После провозглашения независимости ботанический сад сыграл важную роль в озеленении Сингапура и кампании по превращению его в город-сад.

## Описание

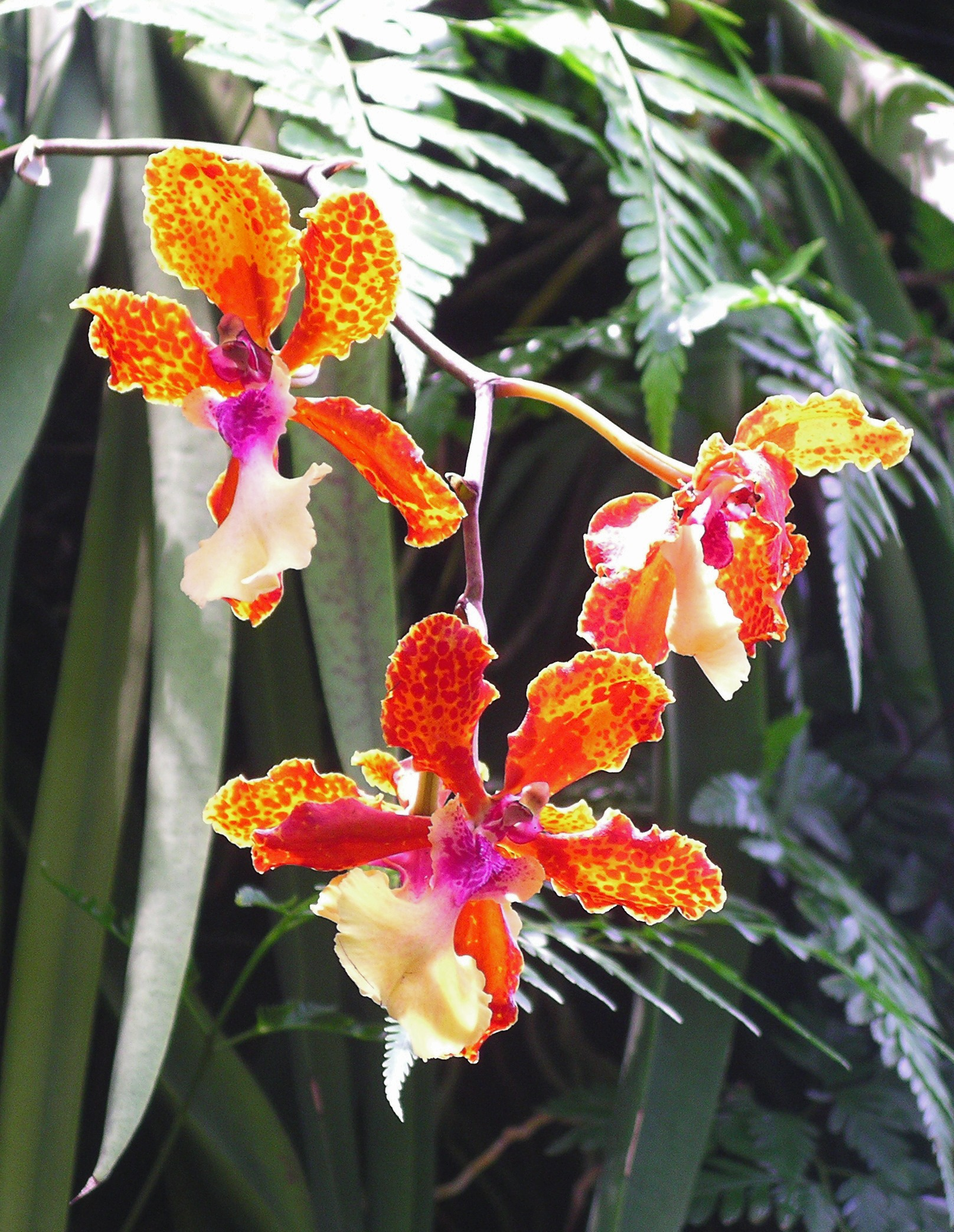
Орхидеи в Национальном саду орхидей

Сингапурский ботанический сад открыт с 5 утра до 12 ночи каждый день круглогодично. Проход на территорию бесплатный, за исключением Национального сада орхидей.
Границу сада образует Холланд-роуд и Нейпир-роуд на юге, Клани-роуд на востоке, Тирсал-авеню и Клани-Парк-роуд на западе и Букит-Тима-роуд на севере. Расстояние между северной и южной границей составляет около 2,5 км. В сад есть несколько входов, главный — Танглин-Гейт — расположен на юге на Холланд-роуд.

### Национальный сад орхидей

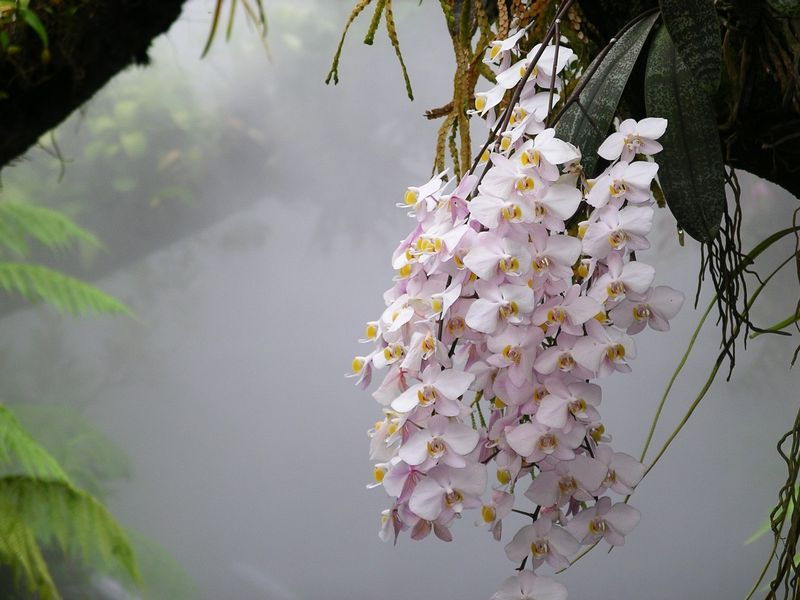
Фаленопсис Гермеса в доме с искусственным туманом

Национальный сад орхидей является главной достопримечательностью Ботанического сада. Он расположен у середины западной границы на холмистом участке площадью 3 га. В коллекции представлено более 1000 видов и 2000 гибридов орхидей.
В саду орхидей имеется ряд других достопримечательностей:
Буркилл-Холл — колониальное бунгало, построенное в 1886 году. Его занимал директор сада, назван в честь отца и сына Исаака и Хамфри Буркиллов, в своё время занимавшими пост директора. Нижний этаж здания используется как выставочная площадка, где расположены стенды с информацией о различных гибридах, названных в честь высокопоставленных гостей, посещавших сад.
VIP Orchid Garden расположен позади Буркилл-Холла. Здесь представлены гибриды наиболее популярных сортов, названных в честь знаменитых персон. Среди низ Dendrobium Memoria «Принцесса Диана», Dendrobium «Маргарет Тэтчер», Renantanda «Акихито», Dendrobium «Масако Коташи Хиденка», Dendrobium «Елизавета» и Vanda «Глория Макапагал-Арройо». Более ста знаменитостей, высокопоставленных лиц и глав государств подарили свои имена орхидеям в рамках сингапурской программы «орхидной дипломатии».
Орхидариум — здесь дикорастущие виды содержатся в близких к естественным условиях.
Дом тумана Тан Хун Сяна. Тан Хун Сян — потомком Тан Ток Сенга, филантропа и основатель больницы Тан Ток Сенг. В доме тумана выставлена красочная коллекция различных гибридов. Также здесь представлено небольшое число благоухающих орхидей, например, Vanda «Мими Палмер».
Дом бромелий леди Юн-Пэн Макнис назван в честь спонсора, жены первого председателя городского совета Сингапура. Здесь представлены растения семейства Бромелиевых, в которое, в частности, входит ананас. Уникальная коллекция бромелий для выставки была приобретена у американского питомника Шелденс (Shelldance Nursery) в 1994 году.
Холодный дом воссоздаёт тропический горный лес и представляет виды орхидей, которые обычно можно встретить только в подобных районах.

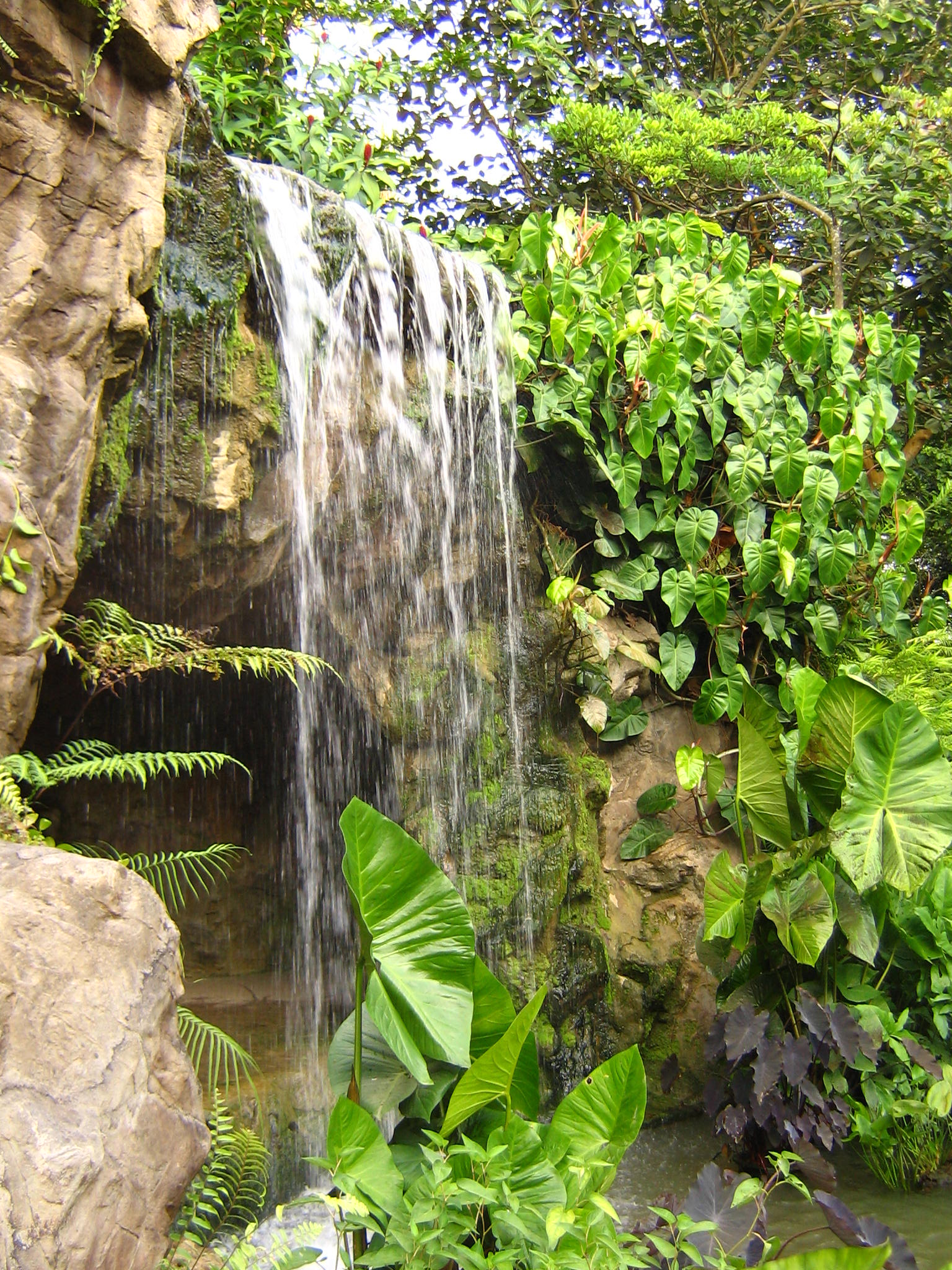
Водопад в Имбирном саду

### Тропический лес
В Сингапурском ботаническом саду сохранён небольшой участок тропического леса, занимающий площадь около 6 га. По возрасту он старше, чем остальной сад. Как и заповедник Букит-Тима, лес находится в черте города и делает Сингапур одним из двух крупных городов, сохранивших внутри городской черты участок нетронутой природы. Другим подобным примером является Тижука в Рио-де-Жанейро.

### Имбирный сад
Расположенный рядом с Национальным садом орхидей, Имбирный сад занимает 1 га площади и предлагает посетителям коллекцию растений семейства Zingiberaceae (имбирные). В саду имеется ресторан, где подаются блюда с имбирём. Другой достопримечательностью является водопад. Сад официально открыт в 2003 году на месте, ранее занятом орхидеями.

### Центр ботаники и ворота Танглин-Гейт

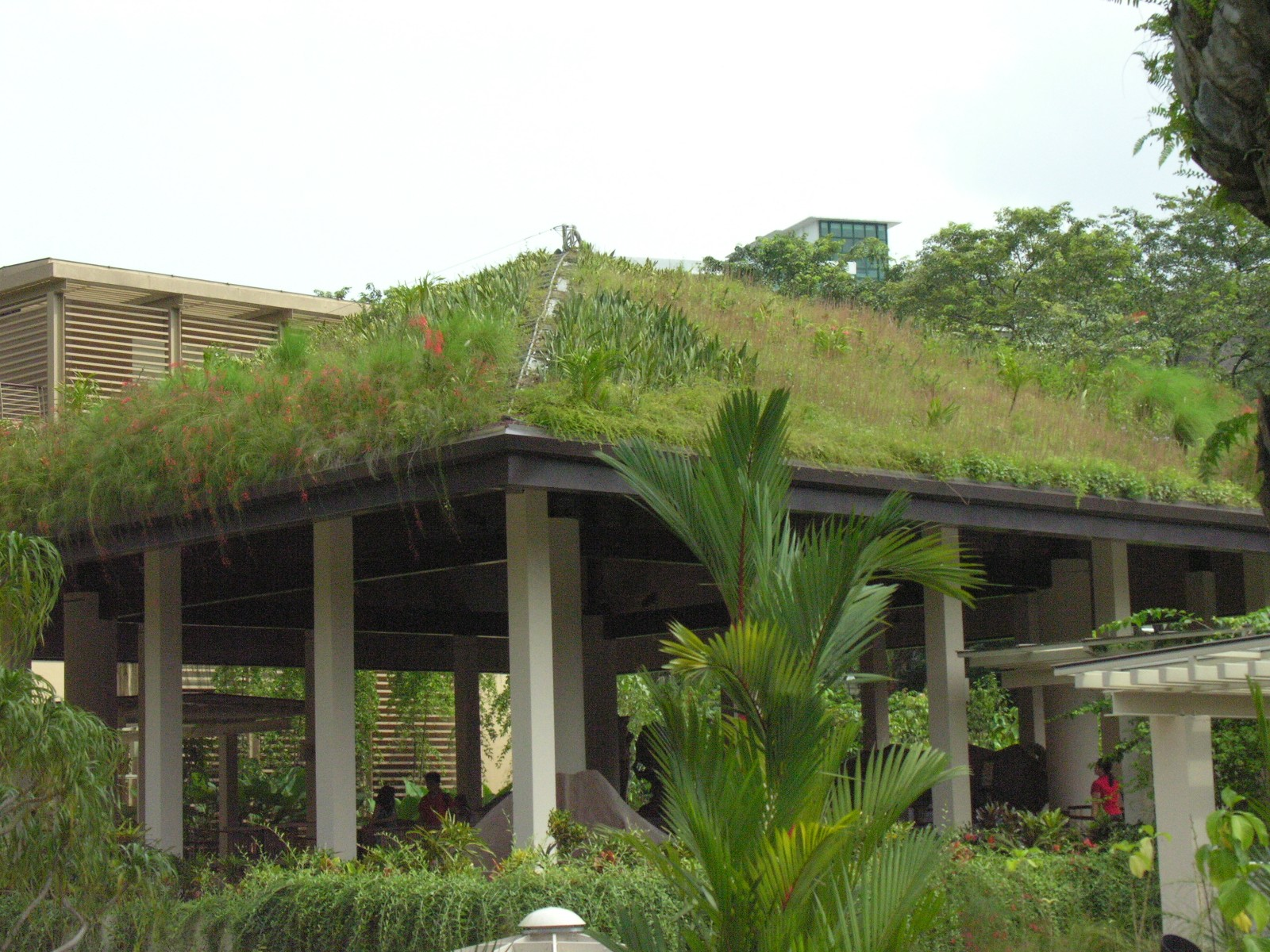
Первая в Сингапуре «зелёная крыша» у Зелёного павильона

Ворота Танглин-Гейт были переоборудованы и получили новый вид с растительными мотивами в оформлении вместо старой чугунной решётки
Поблизости от ворот построены два новых административных и учебных здания — Центр ботаники. В нём находятся:

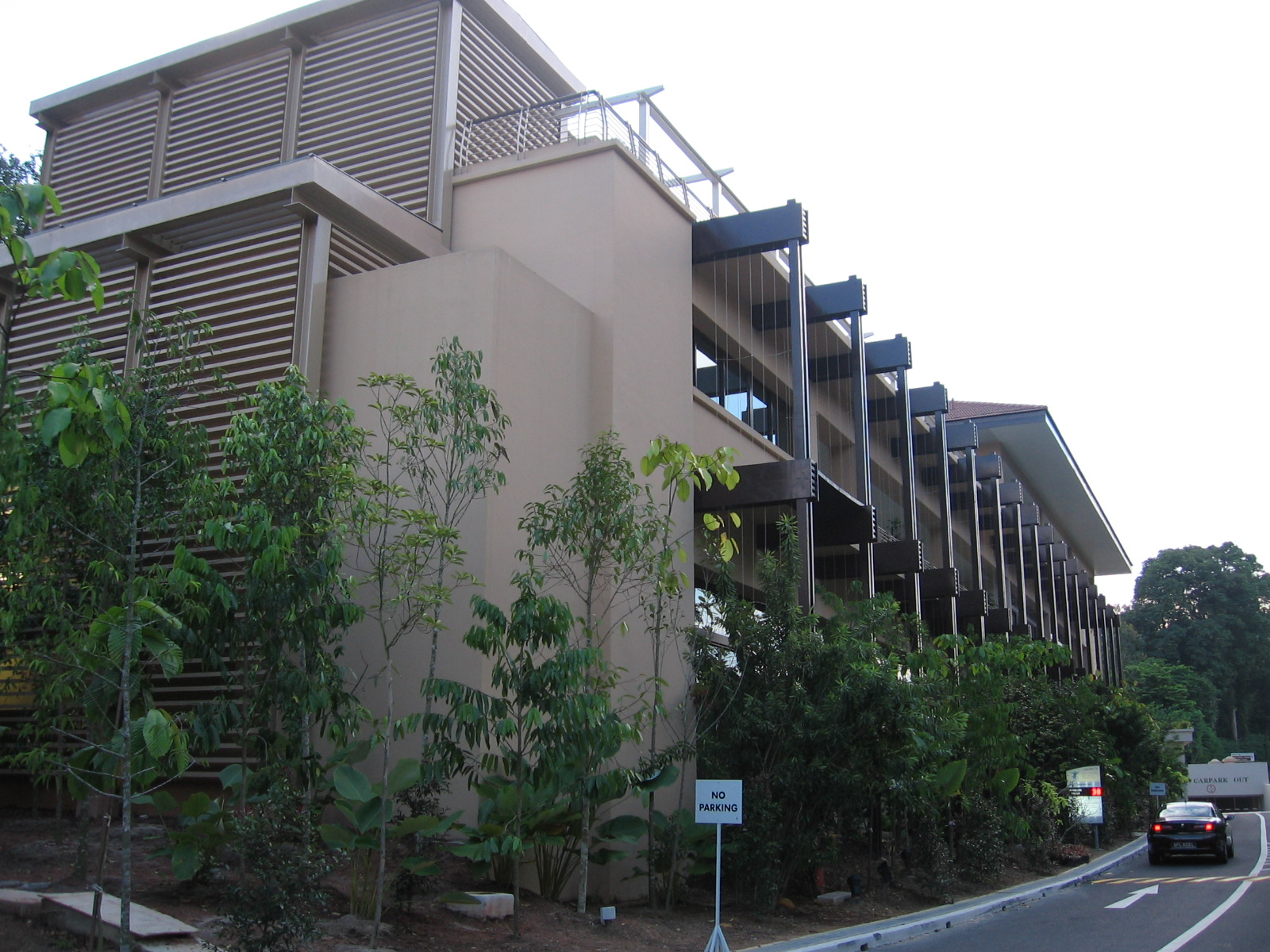
Офисное здание

- Библиотека ботаники и садоводства (в том числе общественный справочный центр);
- Сингапурский гербарий;
- центр разведения орхидей;
- учебные классы.

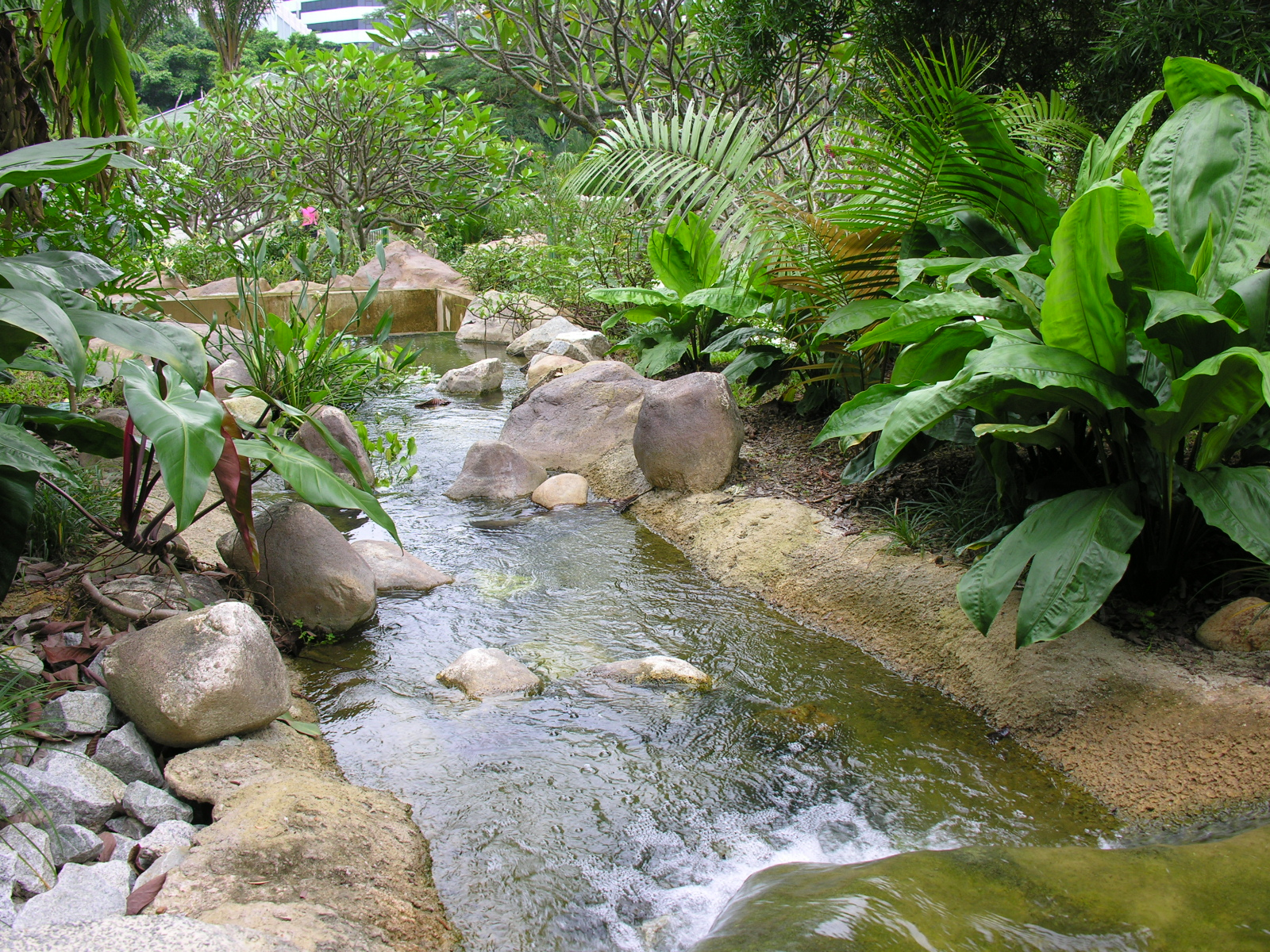
Одна из новых достопримечательностей — ручей Сарака

Коридоры и переходы Центра ботаники украшены орнаментом из листьев. Также вокруг расставлены резные деревянные скульптуры резьбой, а на вертикальных поверхностях созданы стены из растений.
Зеленый павильон — первый в Сингапуре пример здания с «зелёной крышей»: его кровля полностью укрыта живой травой. Здесь расположен центр обслуживания посетителей и кафе.
Кабинеты бывших директоров сада, Холлтума и Ридли, сохранены в неизменном состоянии и превращены в Музей истории Сингапурского ботанического сада и функциональное пространство Ридли-Холл.

### Сад для детей Джейкоба Балласа
Для посетителей младшего возраста создан сад, названный в честь его спонсора, сингапурского филантропа Джейкоба Балласа.
Сад находится у северной, самой тихой, границы территории. Здесь свой визит-центр и кафе. Его открытие состоялось 1 октября 2007 года. Национальный совет паркой утверждает, что это первый в Азии ботанический сад, предназначенный для детей. Здесь имеется игровая зона, дом на дереве, интерактивные экспонаты, объясняющие процесс фотосинтеза, и мини-лаборатория, в которой демонстрируют, как растения могут быть использованы для изготовления красителей, напитков или лекарств.
В визит-центре установлена скульптура израильского художника Зодока Бен-Давида Mystree. Она подарена музеем Яд ва-Шем в 2010 году. Издалека скульптура выглядит как дерево, но вблизи можно различить 500 человеческих фигур.
Хотя сад для детей является частью большого сада, вход в него отдельный, с Букит-Тима-роуд.

### Другие достопримечательности
Извилистый ручей Сарака, берега которого поросли тропическим лесом, сбегает вниз с небольшого холма. Основной интерес здесь представляют деревья жёлтая сарака (Saraca cauliflora) и красная сарака (Saraca declinata). Другие достопримечательности — Долина пальм, концертная площадка, Солнечный сад и Сад солнечных часов.

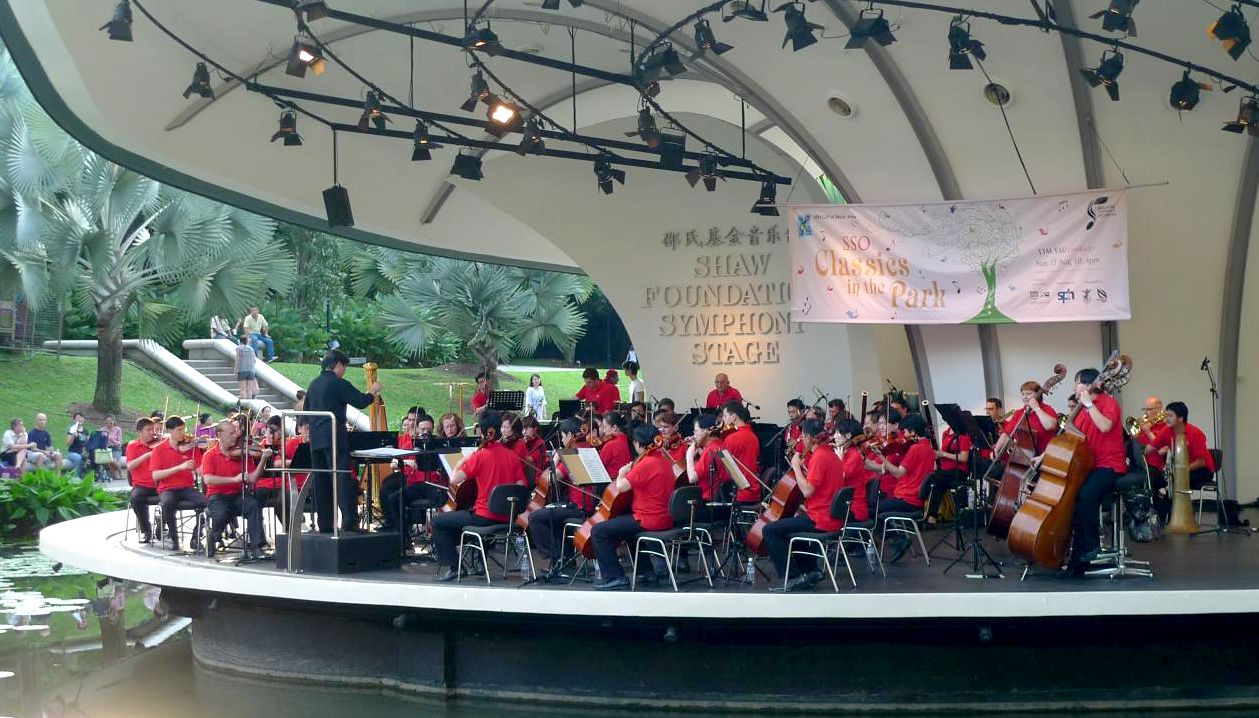
Концерт Сингапурского симфонического оркестра в ботаническом саду

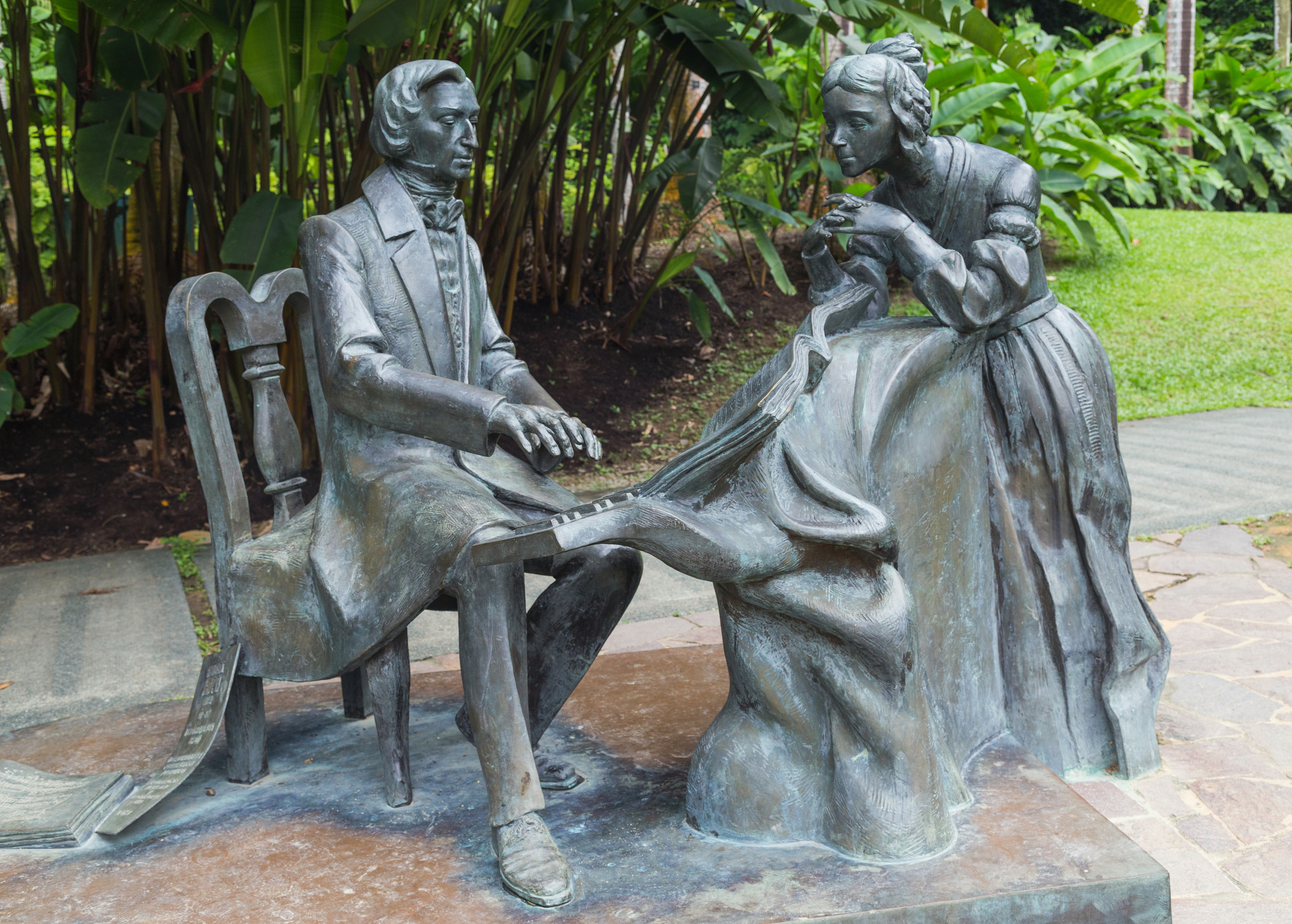
Памятник Шопену на южном берегу Симфони-лейк

В саду имеется три озера: Симфони-лейк, Эко-лейк и Свон-лейк. На концертной площадке у Симфони-лейк иногда по выходным проводятся бесплатные концерты. Среди известных исполнителей, выступавших в ботаническом саду, — Сингапурский симфонический оркестр и Сингапурский китайский оркестр. 10 октября 2008 года на берегу озера был установлен памятник композитору Фредерику Шопену.
Штаб-квартира Национального управления парков находится на территории Сингапурского ботанического сада. Национальный центр биоразнообразия также расположен на территории сада.

## Всемирное наследие

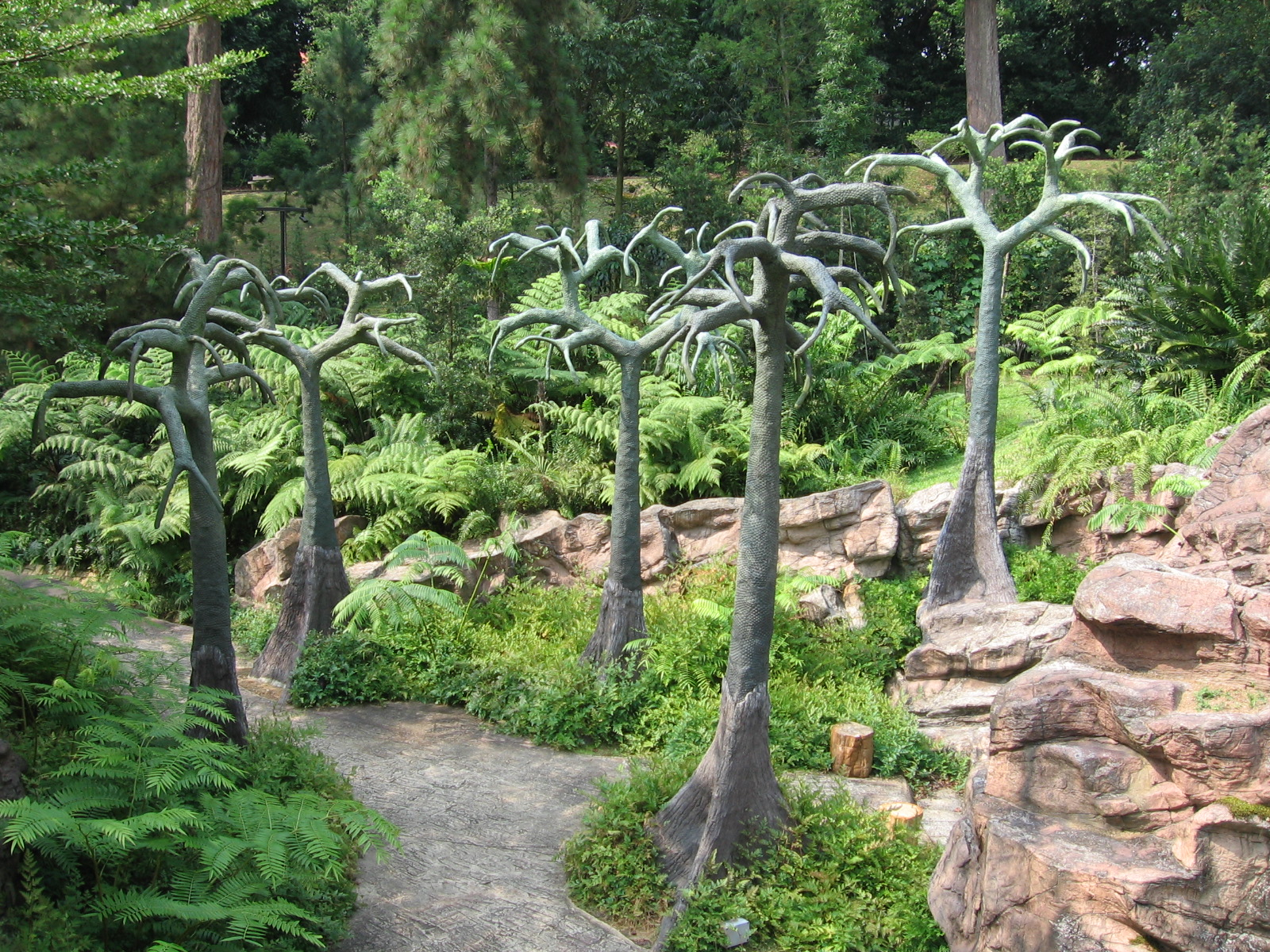
Реплики древнего лепидодендрона или гигантского плауна в Саду эволюции

4 июля 2015 года в Бонне на 39-й сессии Комитета Всемирного наследия Сингапурский ботанический сад единогласно включён в список Всемирного наследия. Он стал первым тропическим и только третьим садом в мире, получившим подобное признание.